# Cassiope lycopodioides
Espèce
Classification APG III (2009)
Cassiope lycopodioides est une espèce de plantes à fleurs du genre Cassiope appartenant à la famille des Ericaceae. C'est une bruyère que l'on trouve en montagne, au Japon, en Alaska et dans le nord-est de la Russie.

## Noms vernaculaires
- Cassiope faux lycopode, France
- Clubmoss mountain heather, monde anglophone

## Synonyme
- Andromeda lycopodioides Pall.

## Variétés
- Cassiope lycopodioides var. lycopodioides
- Cassiope lycopodioides var. cristapilosa